# Leska, Smolean
Leska (în bulgară Леска) este un sat în comuna Madan, regiunea Smolean,  Bulgaria. 

## Demografie
Componența etnică a satului Leska
     Bulgari (97,45%)
     Turci (1,13%)
     Nicio identificare (1,41%)
     Altele (0%)
La recensământul din 2011, populația satului Leska era de 353 locuitori. Din punct de vedere etnic, majoritatea locuitorilor (97,45%) erau bulgari, cu o minoritate de turci (1,13%). Pentru 1,41% din locuitori nu este cunoscută apartenența etnică.